# حرف آخر (کوکتل)
حرف آخر (انگلیسی: Last Word)